# Banggu Xiang
Banggu Xiang (kinesiska: 蚌谷, 蚌谷乡) är en socken i Kina. Den ligger i provinsen Yunnan, i den sydvästra delen av landet, omkring 270 kilometer sydost om provinshuvudstaden Kunming. Antalet invånare är 20 946. Befolkningen består av 9 985 kvinnor och 10 961 män. Barn under 15 år utgör 20,0 %, vuxna 15-64 år 69 %, och äldre över 65 år 9,0 %.
Genomsnittlig årsnederbörd är 1 717 millimeter. Den regnigaste månaden är juli, med i genomsnitt 375 mm nederbörd, och den torraste är februari, med 15 mm nederbörd.